# Fairwood (Spokane megye, Washington)
Fairwood az Amerikai Egyesült Államok északnyugati részén, Washington állam Spokane megyéjében elhelyezkedő statisztikai település. A 2010. évi népszámlálási adatok alapján 7905 lakosa van.

## Népesség
A 2010-es népszámláláskor  7905 lakója, 2973 háztartása és 2218 családja volt. A népsűrűség 850 fő/km2. A lakóegységek száma 3127, sűrűségük 336,2 db/km2. A lakosok 91,3%-a fehér, 1%-a afroamerikai, 1,4%-a indián, 2%-a ázsiai, 0,3%-a a Csendes-óceáni szigetekről származik, 0,7%-a egyéb, 3,4%-a pedig kettő vagy több etnikumú. A spanyol vagy latino származásúak aránya 3,2% (2,3% mexikói, 0,1% Puerto Ricó-i,  0,8% egyéb spanyol vagy latino származású.)
A háztartások 34,2%-ában élt 18 évnél fiatalabb. 59,6% házas, 11% egyedülálló nő, 4% egyedülálló férfi, 25,4% pedig nem család. 20,8% egyedül élt; 10,3%-uk 65 éves vagy idősebb. Egy háztartásban átlagosan 2,64 személy élt; a családok átlagmérete 3,02 fő.
A medián életkor 40,2 év volt. Lakóinak 27%-a 18 évesnél fiatalabb, 6,2% 18 és 24 év közötti, 19,9%-uk 25 és 44 év közötti, 28,3%-uk 45 és 64 év közötti, 15,7%-uk pedig 65 éves vagy idősebb. A lakosok 47,3%-a férfi, 52,7%-a pedig nő.